# Zarganar

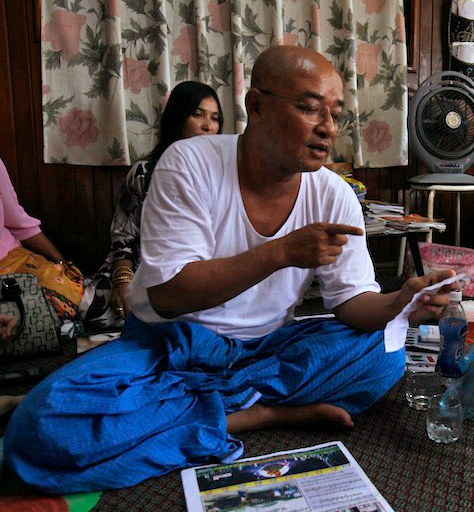
Zarganar im Oktober 2011

Maung Thura "Zarganar" (auch "Zargana" geschrieben, birmanisch မောင်သူရ ဇာဂနာ; * 27. Januar 1961 in Rangun/Yangon, Burma/Myanmar) ist ein Komiker, Schauspieler und Regisseur burmesischer Sprache. Er ist seit über 30 Jahren ein Kritiker des Militärregimes in Burma/Myanmar. Seine Seitenhiebe auf das Regime brachten ihn wiederholt ins Gefängnis.

## Leben und Werdegang
"Zarganar" ist das Kind des Schriftstellerpaares Hla Kyi (Pseudonym: Yuwaddy Kyi Oo) und Aung Thein (Künstlername: Nan Nyunt Swe). Sein Geburtsname ist Maung Thura. Er ist der jüngste von drei Brüdern dieser politisch engagierten Intellektuellenfamilie. Thura schloss die Eliteschule Dagon 1 High School 1977 in Rangun ab. Später besuchte er die Yangon University of Dental Medicine, wo er 1985 seine Studien als Zahnarzt abschloss. Während des Studiums arbeitete er im Chin-Staat als Freiwilliger bei einer Alphabetisierungskampagne.
Über seine Erfahrungen in dieser Zeit schrieb er ein Buch, welches von Sape Beikman, dem Regierungsverlag veröffentlicht wurde.
2008 war Myanmar von den Auswirkungen des Zyklons Nargis schwer betroffen. Zarganar sammelte Spenden und verteilte Hilfsgüter, kritisierte in Interviews aber auch, wie die Regierung mit der Katastrophe umging.

## Theaterkarriere
Thura erhielt seinen Künstlernamen "Zarganar", als er während seiner Universitätszeit erste Komödiantenrollen mit anderen Studenten aufführte. "Zarganar" heißt übersetzt "Pinzette". Wie eine Pinzette will er die Angst von den Herzen der Bürger Burmas nehmen, führte Zarganar im Film "This Prison Where I Live" aus. Er stellte das Tanzensemble Mya Kyun Tha zusammen. Weiter gründete er die Theatergruppe Moe Nat Thuza, mit der er im burmesischen Fernsehen mit den traditionellen Anyeint-Aufführungen auftrat.
Nach Beendigung des Zahnarztstudiums wandte sich Zarganar voll dem Theater zu und gründete das Mya-Ponnama-Anyeint-Ensemble. Er wurde bekannt durch seine Fähigkeit, doppeldeutig und spöttisch die Fehler der regierenden Militärs vor einem erstaunten Publikum offenzulegen. Bekannt war sein Stück Bettler, in dem der frühere Diktator Ne Win und seine Clique lächerlich gemacht wurden. Seine Kollegen und Freunde wunderten sich zunächst, dass Zarganar keinen Ärger mit der Obrigkeit hatte und nicht im Gefängnis einsitzen musste.
1988 wurde Zarganar verhaftet, weil er an dem nationalen Aufstand teilgenommen hatte und verbrachte die nächsten sechs Jahre mit Unterbrechungen im Gefängnis. 1994 wurde er entlassen, durfte jedoch nicht mehr öffentlich auftreten. Tätigkeiten als Produzent von Video- und Filmaufnahmen, als Regisseur, Drehbuchautor und Schauspieler wurden ihm erlaubt, jedoch von Zensur und Geheimdiensten überwacht. Seine weiteren künstlerischen Aktivitäten wurden eingeschränkt. Auch wegen seines Films Lun aus dem Jahre 1997 durfte er auf Anweisung der Machthaber drei Jahre nicht für das Theaterwesen arbeiten. Im Jahre 2000 konnte Zarganar zwar Filme drehen, davon waren jedoch Komödien und Theateraufführungen ausgeschlossen. 2006 gab er einem Fernsehteam der BBC ein Interview, was zu einem umfassenden Berufsverbot auf unbegrenzte Zeit führte.
Zarganar ist verheiratet und hat zwei Kinder.

## Weitere Inhaftierungen und Freilassungen
1990 gab Zarganar während einer Kundgebung Witze zum Besten, was ihn wiederum in das Insein-Gefängnis brachte, wo er fünf Jahre in Einzelhaft gefangen gehalten wurde. Im Zusammenhang mit den Protesten des Jahres 2007 der buddhistischen Mönche gegen das Militärregime wurde Zarganar verhaftet und drei Wochen inhaftiert. Er hatte den Demonstranten Getränke und Essen gereicht. Im Juni 2008 wurde Zarganar verhaftet, weil er Witze über die Regierung im Zusammenhang mit ihrem Verhalten bei der Katastrophe nach dem Zyklon Nargis gemacht hatte. Er wurde zu zwei Gefängnisstrafen von insgesamt 59 Jahren verurteilt, die Anfang 2009 auf 35 Jahre reduziert wurden. Zunächst kam er wieder in das Insein-Gefängnis, doch dann wurde er von Dezember 2008 an in das Myitkyina-Gefängnis im Norden Myanmars verlegt. Myitkyina ist die Hauptstadt des Kachin-Staats.
Der britische Dokumentarfilmer Rex Bloomstein hat zusammen mit dem deutschen Komödianten Michael Mittermeier den Film This Prison Where I Live gedreht, der aus früheren Filmaufnahmen und Interviews mit Zarganar besteht und die versuchte Annäherung der beiden „Touristen“ an Zarganars Gefängnis und Bekannte nach dessen Verhaftung zeigt. Der Film wurde im Oktober 2010 in deutschen Kinos aufgeführt.
In der Nacht vom 2. auf den 3. November 2011 lief der Film im ZDF.
Die Schwägerin Zarganars teilte der Nachrichtenagentur AFP am 12. Oktober 2011 mit, dass auch der Künstler zu den tausenden von politischen Häftlingen gehöre, die von den Machthabern Burmas am Vortage freigelassen worden waren.
Im Februar 2012 konnte Zarganar in die USA reisen. Er traf dort die US-Außenministerin Hillary Clinton, die er über die Situation in seiner Heimat informierte.
Am 6. April 2021 wurde Zarganar in Tamway, Region Yangon, wiederum verhaftet.

## Filmografie (Auswahl)
- 1985: Mintha Daw Mintha
- 1985: Lu Naut
- 1986: Sein-Lai-Lay
- 1986: A-Sa-Ga-Daw Mohn De Hso
- 2001: Datkhe
- 2001: Ponna Ba Kun
- 2002: La-Min-Go Sein-Khaw-Gya Thu-Mya
- 2002: Yindwin Zaga
- 2002: Chit-Pa-Naw Maung-Go
- 2002: Padauk Pinlè
- 2003: Karyan A-Lwè
- 2003: Pyauk Pyauk Myauk Myauk
- 2003: Pawpaw Papa Pyon
- 2003: Style
- 2004: Ba A-Yay-Kyi Zohn-Lè
- 2004: Balu (Ogre)
- 2004: Kyepwint Lay-Mya
- 2005: Mingalaba, mit Sai Sai Kham Hlaing
- 2005: Yadana, mit Kyaw Thu und Htun Aeindra Bo
- 2005: Model A-Chit-Mya, mit Lwin Moe, Yan Aung und Eindra Kyaw Zin
- 2010: The Prison Where I Live, britischer Dokumentarfilm

## Auszeichnungen
Zarganar ist als besonders gefährdeter Kollege Ehrenmitglied des P.E.N.-Zentrum Deutschland. Im Februar 2011 erhielt Zarganar den Solidaritätspreis des Landes Bremen zugesprochen. Im Jahr 2012 erhielt er einen Prinz-Claus-Preis für Kultur und Entwicklung.

## Veröffentlichungen
- 2012: Dutiya. Knie Sūra Jagana, Reihe Pathama 'a krim', Rangun 2013; Autobiografie.